# Королевы убийства
«Королевы убийства», альтернативное название «Конфетка» (англ. Jawbreaker) — комедия с элементами чёрного юмора 1999 года с Роуз МакГоуэн, Ребеккой Гейхарт, Джули Бенц и Джуди Грир в главных ролях. Релиз состоялся 19 февраля 1999 года. 

## Сюжет
Четыре девушки, королевы школы, на которых хочет быть похожей каждая девчонка, дружат с детства. Три из них — Кортни, Марси и Джули решили преподнести на день рождения четвёртой сюрприз — переодевшись в чёрную одежду и надев маски, они запихнули ей в рот кляп из большой сладкой конфеты в форме теннисного шарика, поверх кляпа заклеили рот липкой лентой, связали по рукам и ногам и сопротивляющуюся бросили в багажник машины. Какое-то время покатали, а потом приготовились её сфотографировать и открыли багажник. Но снимок явно не удался. Из-за заклеенного рта подруга подавилась конфетой и задохнулась до смерти. Кортни, самая крутая из трех оставшихся в живых, бесспорный лидер, заставляет подруг молчать и инсценирует изнасилование с убийством, дабы избежать возможных неприятностей. Джули, самая порядочная из подруг, настаивает на том, что нужно сообщить обо всем в полицию, но вынуждена молчать под давлением Кортни. Между ними намечается серьёзный раскол. Об убийстве случайно узнает самая незаметная в школе девчонка — Ферн Майо. Чтобы Ферн молчала, Кортни предлагает ей стать одной из них, стать вместо убитой подруги. Они дают ей новые стиль и имя — Вайлетт. Все бы хорошо, но только до тех пор, пока популярность Вайлетт не затмевает её новых подруг. Тем временем в школе идет расследование «изнасилования» Лизы…

## В ролях
| Актёр           | Роль                |
| --------------- | ------------------- |
| Роуз МакГоуэн   | Кортни Шейн         |
| Ребекка Гейхарт | Джули Фридмен       |
| Джули Бенц      | Марси Фокс          |
| Джуди Грир      | Ферн Майо / Вайлетт |
| Шарлотта Аянна  | Элизабет «Лиз» Пурр |
| Итан Эриксон    | Дэйн Сэндерс        |
| Пэм Гриер       | детектив Вера Круз  |

## Производство
Режиссер Даррен Стейн представил свой сценарий руководителям Columbia Tri-Star, которые согласились профинансировать фильм, если в нем смогут сыграть Натали Портман, Кейт Уинслет или Роуз Макгоуэн. Роль Джули изначально досталась Рэйчел Ли Кук, которую в конечном итоге заменили Ребеккой Гейхарт.
Съёмки проходили в окрестностях Лос-Анджелеса. «Средняя школа Рейгана» на самом деле была средней школой университета в Западном Лос-Анджелесе, а сцены в столовой снимались в средней школе Нотр-Дам в Шерман-Окс.